# Francisco Medina

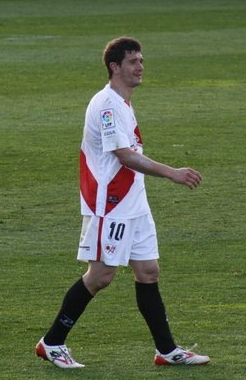
Piti als speler van Rayo Vallecano

Francisco Medina Luna (Reus, 26 mei 1981), beter bekend als Piti Medina, is een Spaans profvoetballer. Hij speelt sinds 2013 als aanvaller bij Granada CF.

## Clubvoetbal
Piti Medina staat sinds 2004 onder contract bij Real Zaragoza. Voor deze club debuteerde hij op 24 april 2005 in de Primera División. In de wedstrijd tegen RCD Espanyol verving de aanvaller een kwartier voor tijd Alberto Zapater. Ook tegen Deportivo La Coruña en Real Madrid in mei 2005 kwam Piti Medina als invaller in actie voor Real Zaragoza. In het seizoen 2005/2006 werd Piti Medina verhuurd aan Segunda División A-club Ciudad de Murcia. In 2006 keerde hij terug naar Real Zaragoza, maar een nieuwe periode op huurbasis volgde in het seizoen 2006/2007, ditmaal bij Hércules CF. Begin 2008 werd Medina verhuurd aan Rayo Vallecano. Na afloop van het seizoen nam Rayo Vallecano hem definitief over. Piti Medina bleef bij de club tot 2013, waarna hij transfervrij vertrok naar Granada CF.

## Nationaal elftal
Piti Medina speelde eenmaal in het Catalaans elftal. Hij maakte zijn debuut op 24 mei 2006 tegen Costa Rica (2-0). Op aangeven van Roger García maakte de aanvaller het eerste Catalaanse doelpunt.
1 Zidane ·
1 Ru. Sánchez ·
3 Brau ·
4 Rubio ·
5 Insúa ·
6 Hongla ·
7 Boyé  ·
8 Villar ·
9 Weissman ·
10 Uzuni ·
11 Tsitaisjvili ·
12 Ri. Sánchez ·
13 Martínez ·
14 Miquel ·
15 Neva ·
16 Lama ·
17 Corbeanu ·
18 Jóźwiak ·
19 Reinier ·
20 Ruiz ·
22 Sáenz ·
23 Trigueros ·
24 Williams ·
25 Mariño ·
26 Rodelas ·
27 Faye ·
30 Diao ·
Coach: Escribá